# 横田行長
横田 行長（よこた ゆきなが）は、室町時代の武士。南部守行の子。

## 生涯
本人の事跡はほとんど不明。兄にそれぞれ南部氏の家督を継いだ南部義政、南部政盛、南部助政がいる。
行長の子孫は陸奥国田名部蠣崎村に定住、蠣崎蔵人と名乗り、後に蝦夷国に渡り蠣崎氏（松前氏）の祖となったと言われている。
ただし、蠣崎氏の祖については「若狭守護職武田氏の一族が蝦夷に渡った」、「根城南部氏の配下、武田氏が蝦夷に渡った」とする両説があり、詳細は不明である。